# Иока, Кадзуто
Кадзуто Иока (яп. 井岡一翔; род. 24 марта 1989 года в Сакаи (Осака), Япония) — японский боксёр-профессионал, выступающий в Первой наилегчайшей (Light Flyweight) (до 49,0 кг) весовой категории.
Чемпион мира в минимальном весе по версии WBC (2011—2012) по версии (WBA 2012). Чемпион мира в первом наилегчайшем весе по версии WBA (2012—2013.). Чемпион мира в наилегчайшем весе по версии WBA (2015—2017). Бывший чемпион мира во втором наилегчайшем весе по версии WBO (2019—2022). Бывший чемпион во втором наилегчайшем весе по версии WBA (2023—2024).
Один из двух чемпионов мира в четырёх весовых категориях среди японских боксеров (вместе с Наоя Иноуэ). По версии BoxRec на 1 августа 2020 года занимал 3 место (85.10 баллов) среди боксеров второго наилегчайшего веса.

## Профессиональная карьера
Дебютировал в профессиональном боксе 12 апреля в Осака(префектура Осака, Япония) в первом наилегчайшем весе(до 49 кг или 108 фунтов) против тайца Джадсада Полуйама (7-10-0) которого он нокаутировал в 3 раунде.
26 июля в Осака (префектура Осака, Япония) выиграл нокаутом во втором раунде Хироси Мацумото(18-10-4).
29 декабря в Осака (префектура Осака, Япония) выиграл единогласным решением судей (99—92, 98—93, 97—94) претендента на титул WBC в первом наилегчайшем весе (проиграл Эдгару Сосе) Такаси Кунисиге (20-3-2).
18 апреля в Осака (префектура Осака, Япония) выиграл единогласным решением судей(98—91, 98—92, 98—92) Хери Амола (27-10-4) из Индонезии.
25 июля в Осака (префектура Осака, Япония) выиграл нокаутом в 9 раунде филиппинца Алберта Алкоя (12-6-3).
10 октября в Осака (префектура Осака,Япония) стал чемпионом Японии в первом наилегчайшем весе, выиграл нокаутом в 10 раунде Масаёши Сегаву (19-2-0).

### Минимальный вес

#### Чемпионский бой с Киттионгой Джаиграджангой
Кадзуто спустился в минимальную весовую категорию чтобы подраться за титул WBC против небитого тайца Киттипонга Джаиграджанга (35-0-1). 11 февраля в Кобе (префектура Хиого, Япония) для Киттипонга это была седьмая защита титула, но Кадзуто нокаутировал тайца в 5 раунде став чемпионом мира, тем самым ворвавшись в мир профессионального бокса.
10 августа в Токио(Япония) провел первую защиту титула выиграв единогласным решением судей(116—112, 118—111, 117—111) мексиканца Хуана Эрнандеса Наваррете (18-1-0).
31 декабря в Осака (префектура Осака, Япония) провёл вторую защиту титула выиграв нокаутом в первом раунде непобежденного тайца Вееравута Юзимитра (8-0-0).

#### Объединительный бой с Акирой Яаэгаси
20 июня в Осака (префектура Осака,Япония) прошел объединительный бой двух сильнейших чемпионов в минимальной весовой категории японцев Кадзуто Иока и Акира Яаэгаси (15-2-0) на кону стояли титулы WBC и WBA, единогласным решением судей(115—113, 115—114, 115—113) одержал победу Иока. Позже он отказался от титулов и поднялся в первый наилегчайший вес чтобы оспорить титул WBA который был вакантный.

### Первый наилегчайший вес

#### Чемпионский бой с Хосе Альфредо Родригесом
31 декабря в Осака (префектура Осака, Япония) нокаутировав в 6 раунде мексиканца Хосе Альфредо Родригеса (28-1-0) став тем самым чемпионом мира в двух весовых категориях.
8 мая в Осака (префектура Осака, Япония) провел первую защиту титула нокаутировав в 9 раунде тайца Пхиссану Чимсунтхома (43-8-2).
11 сентября в Осака (префектура Осака, Япония) провел вторую защиту титула и седьмой чемпионский поединок за четыре с половиной года профессиональной карьеры. Претендент-таец Квантаи Ситморсенг (43-2-1), несколько лет назад недолго владевший тем же титулом в минимальном весе, был прогнозируемо перебоксирован, а затем и нокаутирован Иокой в 7-м раунде отменным по исполнению левым хуком в голову.
31 декабря в Осака(префектура Осака, Япония) провел третью защиту титула, перебоксировал ранее не знавшего горечи поражений никарагуанского претендента Феликса Альварадо (18-0-0), заполучив победу единогласным решением судей: 115—113, 119—109, 119—110. Отменный во всех смыслах поединок проходил на встречных курсах, причём Альварадо, как и подобает латиноамериканскому панчеру, действовал из расчёта «количество > качество». В том случае, если бы чемпион ленился в тренировочном зале, Феликс вполне мог рассчитывать на победу — его прессинг подавил бы сопротивление многих топ-бойцов дивизиона, однако выносливость Кадзуто была без изъяна, и японец, налегая на левые боковые и апперкоты, довёл очень зрелищное противостояние до конкурентной и справедливой победы. После победы Иока отказался от пояса и поднялся в наилегчайшую весовую категорию где вскоре подерется за титул.

### Наилегчайший вес

#### Чемпионский бой с Амнатом Руенроенгом
7 мая в Осака (префектура Осака,Япония) Кадзуто встретился с чемпионом мира по версии IBF в наилегчайшей весовой категории непобежденным тайцем Амнатом Руенроенгом (12-0-0), Кадзуто у которого это был уже третий весьма конкурентный и близкий бой в карьере, выглядел далеко не идеальным образом. Слишком уж скованный Кадзуто наносил более увесистые удары, нежели соперник, однако Амнат был быстрее, с лучшим воркрейтом и защитой. Классический пример противостояния пресингующего из «пикабу» панчера и быстроногого технаря-спойлера, сосредоточенного на высокомобильном режиме второго номера. В процессе Иока «проглотил» несколько мощнейших апперкотов, на которые Руэнроэнг не скупился, плюс немалое количество джебов и лёгких кроссов. Чемпион, впрочем, также пропускал предостаточно (особенно в моменты, когда Кадзуто удавалось зажать того у канатов, и после экватора, когда японец повысил темп). Многие раунды были сложными для подсчёта, учитывая разницу во «вкусах» судей. В 10-м раунде Руенроэнга оштрафовали за удерживание соперника. Вердикт — разделённое решение судей (113—114, 115—112 и безумные 119—108) в пользу Руенроэнга на японской территории — был довольно неожиданным.
16 сентября в Токио(Япония) Кадзуто выиграл единогласным решением судей (99—91, 98—92, 99—93) Пабло Каррилло(15-2-1) из Колумбии.
31 декабря в Осака (префектура Осака, Япония) выиграл нокаутом в 5 раунде Жуан Пиеро Перез(20-7-1) из Венесуэлы.

#### Чемпионский бой с Хуаном Карлосом Ревеко
22 апреля в Осака(префектура Осака, Япония) Кадзуто спустя полтора года после крайнего чемпионства вновь обзавёлся титулом. 31-летний аргентинский чемпион мира по версии WBA в наилегчайшем весе (до 50,8 кг) Хуан Карлос Ревеко (35-2, 19 КО), не проигрывавший с 2007 года, уступил сегодня японцу решением большинства судей: 113—116, 113—115 и 114—114. Понимая, что на территории соперника нужно выглядеть убедительно, Ревеко практически весь бой провёл в режиме агрессивного первого номера, порой выглядя слишком уж примитивно. Вместе с тем, такого подхода порой было достаточно, чтобы брать раунды. Поначалу всецело сосредоточенный на том, чтобы не допустить визави в зону комфорта, Иока со временем расслабился, приноровился к Хуану, и хладнокровно работал контрударами и комбинациями навстречу и на опережение. Стал тем самым чемпионом мира в трех весовых категориях.
27 сентября в Осака (префектура Осака, Япония) провел первую защиту титула, не позволил аргентинцу Роберто Доминго Сосе (26-3-1, 14 КО) вернуться домой с титулом, перебоксировав его по итогам 12-ти практически односторонних раундов. Агрессии и настроя претендента хватило лишь на рассекание воздуха мощными выпадами и прохождение всей дистанции. Иока действовал умно, не ввязываясь в размены и сочетая работу джебом, движение и контратаки. Как результат: 120—108 и 119—109 (дважды) в его пользу.

#### Реванш с Хуаном Карлосом Ревеко
31 декабря в Осака(префектура Осака, Япония) прошел реванш между Кадзуто и Хуан Карлос Ревеко (36-2-0). В отличие от первого боя, состоявшегося в апреле и завершившегося в пользу Кадзуто большинством судейских голосов, на этот раз Иока не стал отдавать судьбу поединка в руки боковых арбитров и завершил встречу в 11-м раунде, забив экс-чемпиона ударами по корпусу.
20 июля в Осака (префектура Осака, Япония) в рамках третьей титульной защиты Кадзуто вновь добился досрочной победы — и снова, как и в прошлом бою, произошло это в 11-м раунде. Никарагуанский претендент Кейвин Лара (18-2-1, 6 КО) в первых раундах дал чемпиону хороший бой, буквально засыпав того множеством ударов, однако японец, воспользовавшись защитными навыками, сумел устоять, и в ответ терроризировал агрессора работой на контрах с акцентом на хук слева в туловище. Уже к середине поединка Лара замедлился и утратил остроту атак: сказались усталость и обработка Иоки корпуса соперника. Начиная с 7-го раунда Кадзуто уже безраздельно властвовал в ринге, дразня соперника гримасами и выходками а-ля Ali Shuffle. В конце 10-й трёхминутки чемпион тяжело уронил Кейвина в нокдаун. Никарагуанца спас гонг на перерыв, однако в 11-м раунде спасать его было нечему: Иока довершил разгром, нокаутировал противника на 61-й секунде после гонга.
31 декабря в Киото (префектура Киото, Япония) в рамках четвёртой защиты титула Кадзуто победил ранее небитого тайца Юттхана Каенса (16-0-0), но по ходу встречи таки был испуган — побывал в нокдауне. Ещё даже не 19-летний таец уже во 2-м раунде залепил чемпиону мощный правый хук в голову, отправив того на настил ринга. Кадзуто кое-как восстановился, а впоследствии понемногу, но с уверенностью ветерана нарастил преимущество в противостоянии с «зелёным» соперником. В 7-м раунде Иока, усыпив бдительность оппонента акцентом на работу в туловище, дважды отправлял того на пол, причём после второго падения тайцу даже не стали открывать счёт, сразу же дав отмашку. КО 7.
23 апреля в Осака (префектура Осака, Япония) Кадзуто в пятый раз защитил пояс, японец перебоксировал тайского претендента Нараст Аиенленг (62-4-0), собравшего по южно-азиатской традиции внушительный рекорд на дебютантах, джорнименах и полных безнадёгах. Расчётливого и скупого на удары стиля Иоки на этот раз в противостоянии с тайцем хватило для уверенной победы, в отличие от поединка трёхлетней давности, в котором Кадзуто не справился со спойлером из Таиланда Амнатом Руэнроэнгом. Единственное, чем отличился Нокнои в бою, помимо присущей ему агрессивной манеры боксирования — отменной стойкостью. Претендент выдержал все самые точные попадания Иоки, которые неоднократно проверял противнику как печень, так и крепость головы. В 3-м раунде чемпион проверил на слабину и другое место, получив штрафное очко за удар ниже пояса."Рабочая" победа Кадзуто со счётом: 116—111 и дважды 117—110.

#### Бой с Макуильямсом Арройо
Кадзуто отказался от титула и объявил о завершении карьеры но «пенсия» длилась не долго и 8 сентября в Инглвуд (Калифорния,США) в напряжённом тактическом противостоянии японский возвращенец который не боксировал 16,5 месяцев и практически уже сидел на пенсии, дисциплинированно перебоксировал Макуильямса Арройо (17-4, 14 КО) и отобрал у того «серебряный» пояс WBC во втором наилегчайшем весе (до 52,2 кг). Для Иоки это был первый поединок за пределами родины. В 3-м раунде он влепил красивую «двойку», уронив экс-чемпиона в нокдаун. Несмотря на то, что пуэрториканец не был мальчиком для битья и провёл конкурентный бой, он практически в каждом раунде был хуже Иоки. Верный своему стилю, японец наносил более компактные и более сильные, чем у Арройо, удары, агрессивно работая по обеим этажам с акцентом на туловище. Андердог сосредоточился на контратаках, но тайминга, чтобы регулярно ловить Кадзуто, ему не хватало. Лучший его момент произошёл в 5-м раунде одновременно с гонгом на перерыв — Макуильямс хорошо попал боковым справа. В средних раундах дело пошло веселее: начались размены. Тем не менее, когда становилось горячо, Кадзуто вспоминал о джебе и на время возвращал порядок в ринг. Итоговый счёт судей: 99— 90 и дважды 97— 92 в пользу дебютировавшего в США Иоки.

#### Чемпионский бой с Донни Ньетесом
31 декабря в Макао в главном событии вечера филиппинец Донни Ньетес (42-1-5) и японец Кадзуто Иока (23-2-0) сразились за вакантный титул чемпиона мира по версии WBO во втором наилегчайшем весе (до 52,2 кг). Оба ранее покорили по три весовых дивизиона. Победил Ньетес раздельным решением судей. Стартовый раунд прошёл в близкой, позиционной борьбе. Возможно, за счёт неплохой работы по корпусу трёхминутку вырвал Иока. Ньетес реабилитировался в двух следующих раундах — продемонстрировал отличную комбинационную работу. К экватору филиппинец слегка замедлился, принялся работать вторым номером. Бой прошёл всю отведенную дистанцию. Практически в каждом раунде получилась близкая, позиционная борьба. К сожалению, не обошлось без странных судейских карт. Двое отдали победу Ньетесу: 116—112 и немного странные 118—110 и 116— 112 Иоке.

### Второй наилегчайший вес

#### Чемпионский бой с Астоном Паликте
19 июня в Тиба (префектура Тиба,Япония) Кадзуто вошёл в историю японского бокса — первым покорил четвёртый чемпионский титул. В главном событии шоу Иока нокаутировал филиппинского здоровяка Астона Паликте (25-3-1), завоевал вакантный титул чемпиона мира по версии WBO во втором наилегчайшем весе (до 52,2 кг). Стартовые раунды ушли местному фавориту на то, чтобы приспособиться к оппоненту, который значительно превосходил в антропометрии. Иока набирал обороты, легко миновал джебы Паликте, входил на ближнюю, наносил несколько точных ударов в красивых комбинациях, после чего стремительно уходил на безопасную дистанцию. Что-либо противопоставить Иоке у Паликте не получалось — уж слишком уступал в скорости (в том числе и в скорости принятия решений) и в работе ног. Японец немного замедлился во второй половине боя, дал филиппинцу шанс выровнять ход поединка. В 10-м раунде Иока взвинтил плотность боя, потряс Паликте, бросился на добивание. Поскольку здоровяк не отвечал и даже не защищался, рефери остановил поединок.
31 декабря в Токио(Япония) Кадзуто победил обязательного претендента непобежденного пуэрто-риканского проспекта Джейвьера Синтрона (11-0-0). Первая половина боя прошла в тактической, «шахматной» перестрелке. Поединок выдался максимально конкурентным. Синтрон вырвал старт боя. А Иока однозначно был сильнее в 6-й трёхминутке. Претендент собрался в перерыве и выдал отличный 7-й раунд. Японец в очередной раз доказал, что является одним из лучших бодипанчеров бокса. В последней трети боя завладел инициативой. В 10-м раунде чемпион был близок к досрочной победе, но претендент выдержал бомбардировку. Синтрон выложился в 12-м раунде, выиграл трёхминутку. Претендент запомнился, дал конкурентный бой фавориту, но Иока всё же был лучше. Мнение судей: дважды 116—112 и 115—113 в пользу чемпиона.

## Достижения
- 2010 год — чемпион Японии (до 49 кг)., 6-й бой на профи ринге.
- 2011—2012 год — чемпион мира WBC (до 47,6 кг)., 7-й бой на профи ринге.
- 2012 год — чемпион мира по версии WBA и WBC (до 47,6 кг), объединил титулы., 10-й бой на профи ринге.
- 2012—2014 год — чемпион мира по версии WBA (до 49 кг)., 11-й бой на профи ринге (титул во второй весовой категории) мировой рекорд (держался до 2014 года).
- 2015 год—2017 год — чемпион мира по версии WBA (до 50,8 кг)., 18-й бой на профи ринге (титул в третьей весовой категории) мировой рекорд (держался до 2018 года).